# Чайкино (Брянская область)
Ча́йкино — посёлок в Погарском районе Брянской области. Входит в состав Гетуновского сельского поселения.

## История
В 1964 году Указом Президиума Верховного Совета РСФСР посёлок Табаксовхоз переименован в Чайкино.

## Население
| 2010 | 2013 |
| ---- | ---- |
| 479  | ↘466 |

## Улицы
- ул. Погарская,
- ул. Садовая,
- ул. Светлая.